# San Ángel
San Ángel – południowo-zachodnia część (Colonia) Alvaro Obregon, dzielnicy miasta Meksyk.
San Ángel znane jest z hucznie obchodzonych świąt narodowych, licznych galerii sztuki, muzeów oraz zabytków architektury religijnej. Organizowany jest tam jeden z najbardziej znanych jarmarków sztuki ludowej Meksyku.

## Lokalizacja
San Ángel położone jest w południowo-zachodniej części Miasta Meksyk na południowym krańcu Avenida Insurgentes, graniczącym ze studenckim miasteczkiem UNAM. Przez większość swojej historii obszar był politycznie i fizycznie oddzielony od zabudowy miejskiej Miasta Meksyk, stając się jego częścią około połowy XX wieku. Dzielnica San Ángel otoczona jest przez skały wulkaniczne, zwane potocznie „łóżkiem Pedregal”, powstałe przez wybuch pobliskiego wulkanu Xitle około dwa tysiące lat temu. Szacuje się, że na tym obszarze występuje łącznie 350 rodzimych gatunków roślin, 100 gatunków ptaków, 40 gatunków ssaków oraz 20 gatunków gadów. Jedna z roślin występująca na tym obszarze nazywana jest „palo loco” (szalony kij). Kwitnie ona w porze suchej, a nie w porze deszczowej.

## Etymologia
Okolica San Ángel początkowo nazywana była Tanitla („zamurowane miejsce” z języka nahuatl). Nazwa ta pochodzi od zestalonego przepływu wulkanicznego, otaczającego centrum San Ángel.
Nazwa „San Ángel” pojawiła się na przełomie XIX i XX wieku i pochodzi od konwiktu El Carmen, znanego jako Colegio San Angel Martir. W okresie pre-hiszpańskim, była to wieś zwana Tenanitla.

## Atrakcje turystyczne
- Parafia Świętego Sebastiana Chimalistac' (Parroquia de San Sebastián Chimalistac) – nazwa Chimalistac pochodzi od dwóch słów: Chimalli (tarcza), oraz Iztac (biel); to znaczy: „miejsce białej tarczy”. Parafia San Sebastián została uznana przez wiernych jako miejsce ochrony przed epidemiami i szkodnikami.
- Parafia Świętego Sebastiana ze Wsi Axotla (Parroquia de san Sebastián Mártir del Pueblo de Axotla).
- Muzeum El Carmen (El Museo del Carmen) – były klasztor zakonu Karmelitów pod wezwaniem świętego Anioła, wybudowany w 1613 roku. Muzeum powstało w 1938 roku i od samego początku miało na celu ukazanie historii Zakonu Braci Najświętszej Maryi Panny z Góry Karmel.
- Kościół San Jacinto (Iglesia de San Jacinto) – jedna z najstarszych świątyń Miasta Meksyk, pochodząca z połowy XVI w. Początkowo była to kaplica założona przez Dominikanów. Kościół ten posiada dużą, ciemnoszarą nawę, typową dla ówczesnej zabudowy, która kontrastuje z kolorem pięknych ogrodów plebanii. Naprzeciwko świątyni znajduje się plac Tenanitla znany z co-sobotnich jarmarków sztuki ludowej oraz rękodzieła.
- San Ángel od 1856 r. znany jest[przez kogo?] z targów kwiatowych (Feria de las Flores), organizowanych w lipcu każdego roku. Tradycja ma swój początek w obchodach Najświętszej Maryi Panny z Góry Karmel obchodzonych 16 lipca. Obecnie[kiedy?], targi obejmują atrakcje kulturalne oraz rekreacyjne. W 2013 r. Feria de las Flores uznana została za niematerialne dziedzictwo kulturowe miasta Meksyk[4].
- Rynek Melchora Muzquiz znajduje się na Avenida Revolucion. Oddany został do użytku 12 listopada 1958 roku. Można znaleźć tam głównie produkty spożywcze oraz rękodzieła sztuki ludowej.
- „Sobotni bazar” (el Bazar del Sabado), organizowany od 1960 roku przed Placem San Jacinto, poświęcony jest głównie ekspozycjom i sprzedaży sztuki krajowej i międzynarodowej[5].

## Galeria

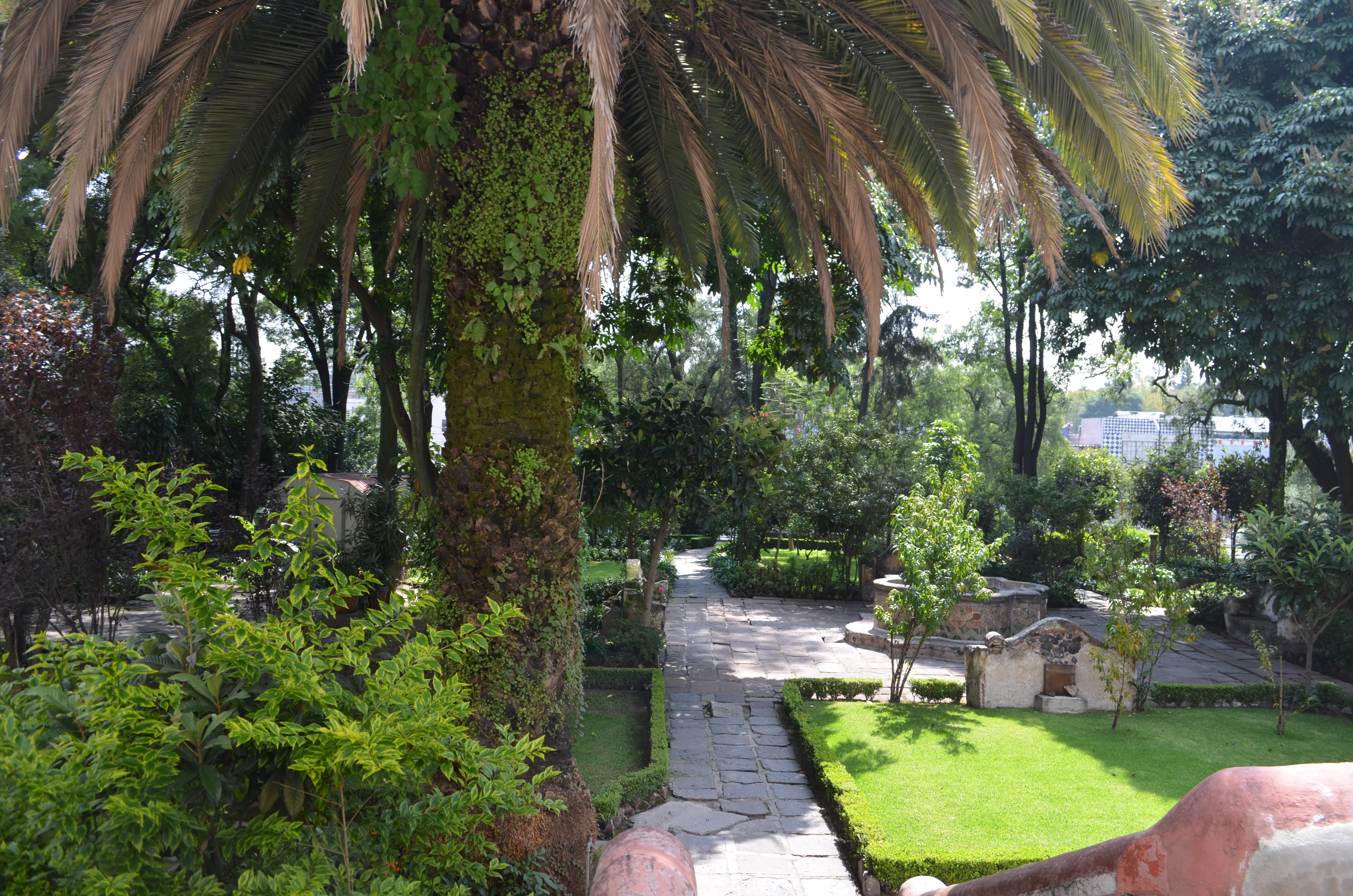
Ogród Zakonu Karmelitów przy Av. Revolución.
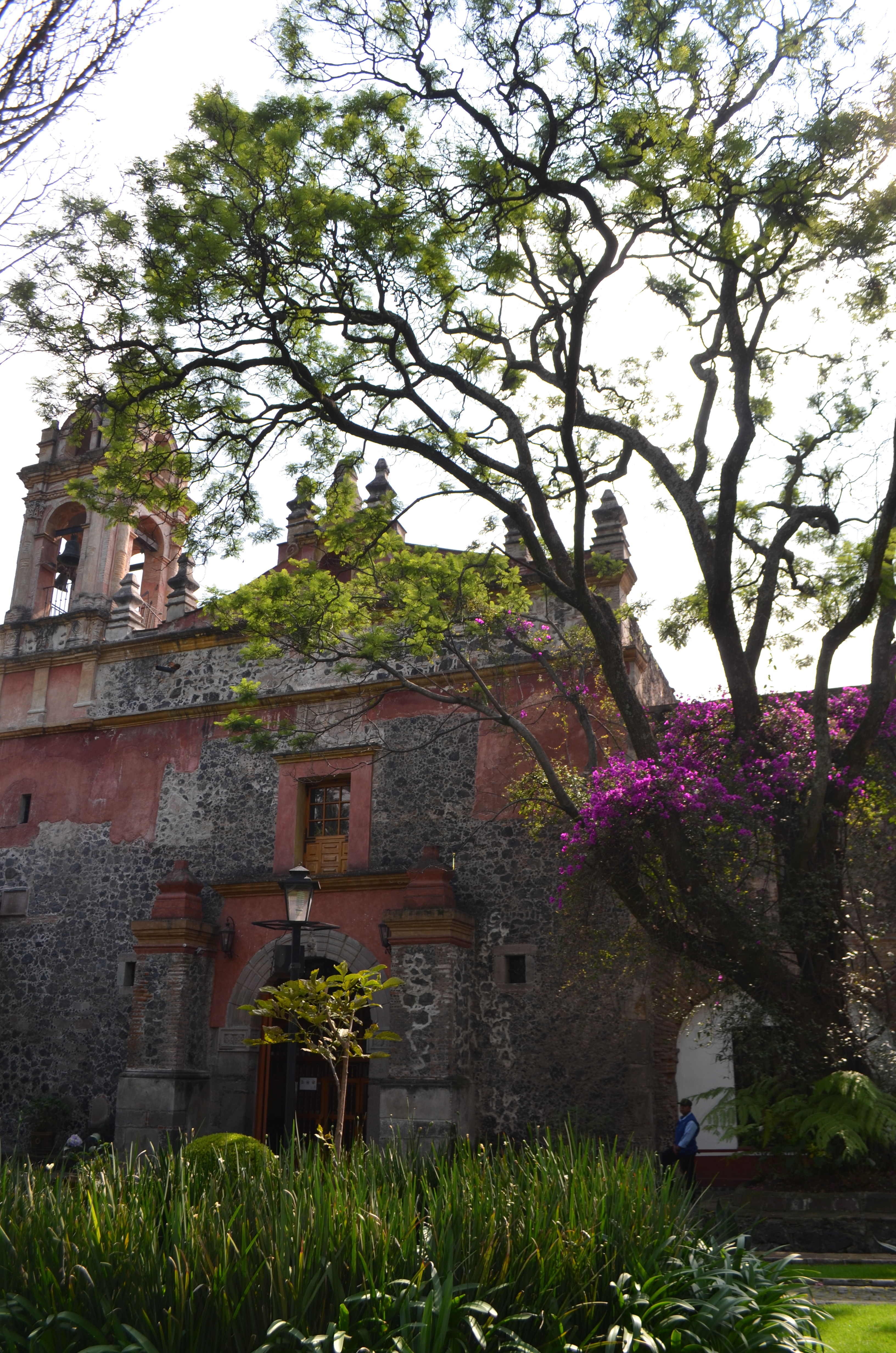
Kościół św. Jacinto (Iglesia San Jacinto)
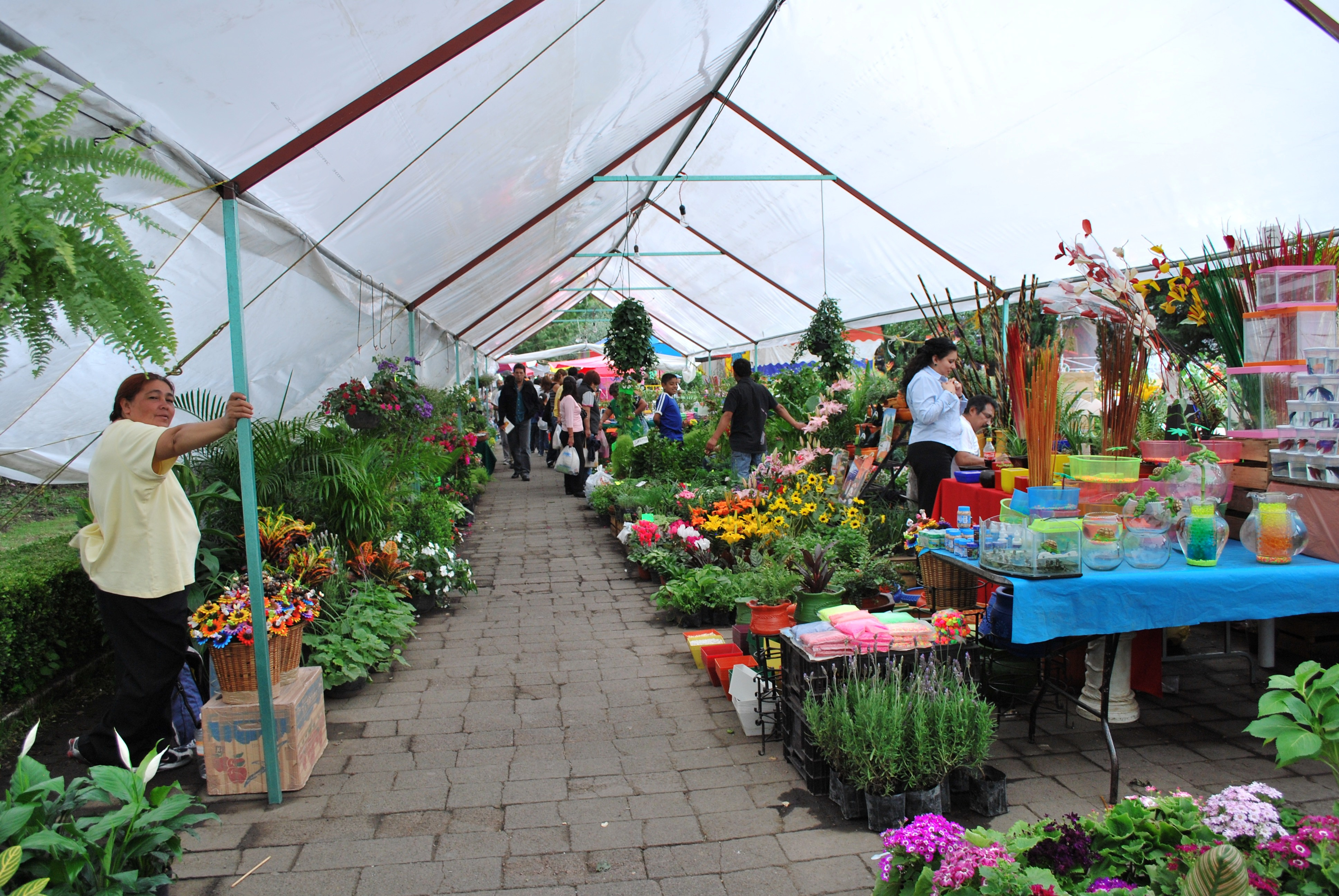
Feria de las Flores (Targi kwiatowe)
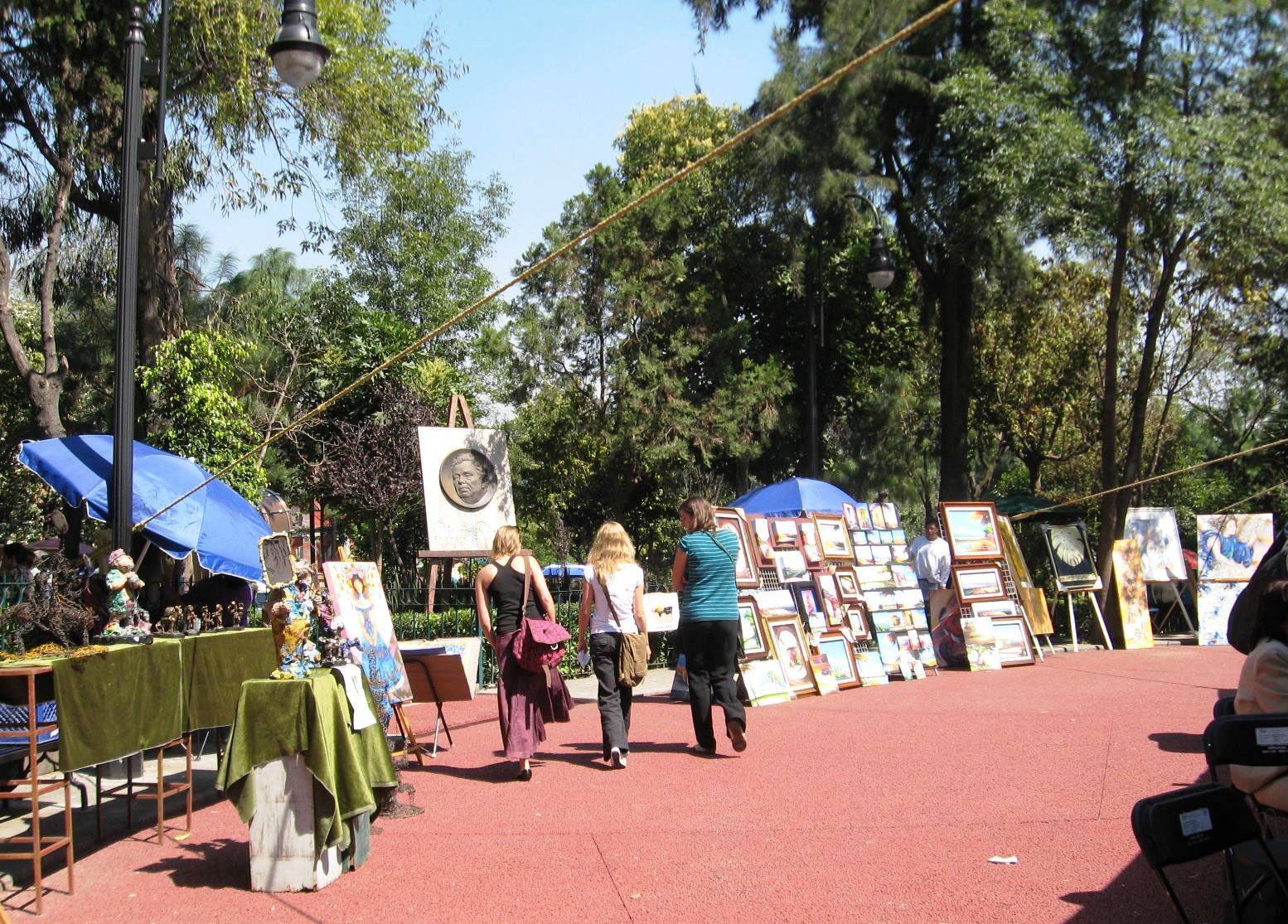
El Bazar del Sabado („Sobotni bazar”)